# Big Thief
Big Thief ist eine US-amerikanische Indie-Rock-Band aus New York. Mit dem Album U.F.O.F. gelang ihnen 2019 international der Durchbruch.

## Bandgeschichte
Kopf der Band ist die Sängerin Adrianne Lenker aus Minneapolis. Sie machte schon als Teenagerin Soloalben und nach einem Berklee-Studium zusammen mit dem Texaner Buck Meek weitere Veröffentlichungen. 2014 gründeten sie beide zusammen mit Bassist Max Oleartchik und Schlagzeuger Jason Burger die Band Big Thief.
Lenker betrieb parallel ihre Solokarriere mit eigenen Veröffentlichungen, aber erfolgreicher war die Band. Das gemeinsame Debütalbum Masterpiece kam auf Platz 10 der Billboard Heatseekers Charts und brachte ihnen Festivalauftritte bei South by Southwest und Angebote, mit etablierten Künstlern wie Frankie Cosmos und M. Ward als Support auf Tour zu gehen. 2017 hatten sie in Late Night with Seth Meyers ihren ersten Fernsehauftritt. Burger hatte da schon die Band verlassen und war durch James Krivchenia ersetzt worden, der schon bei der ersten Albumproduktion mitgewirkt hatte. Das zweite Album Capacity, verbunden mit einer eigenen Tour und Auftritten als Vorband von Conor Oberst, steigerte ihre Bekanntheit, brachte sie aber nicht wesentlich voran. 2018 folgte eine kleinere Bandpause mit Soloprojekten von Lenker und auch von Meek.
Der Durchbruch kam 2019 mit dem dritten Album U.F.O.F. (steht für „UFO-Freund“). Zuvor hatten Big Thief das Label gewechselt und waren nun beim britischen Indie-Label 4AD unter Vertrag. Mit dem Album schafften sie nicht nur den Einstieg in die US-Albumcharts, sondern konnten sich auch in Großbritannien und weiteren europäischen Ländern in den Charts platzieren. Auch von der Musikkritik wurde das Album gelobt und bei den Grammy Awards 2020 wurde es für den Preis in der Kategorie Bestes Alternative-Album nominiert. Nur wenige Monate nach U.F.O.F. erschien bereits das nächste Album Two Hands, das den Erfolg bestätigen und sie in den Top 10 der Indie-Charts etablieren konnte.
Nach einer erzwungenen Bandpause durch die COVID-19-Pandemie folgte 2022 das Album Dragon New Warm Mountain I Believe in You. Das Album bestätigte und festigte ihren Erfolg und erreichte unter anderem auch in den deutschsprachigen Ländern Top-40-Platzierungen. Ebenso gab es zwei weitere Grammy-Nominierungen.

## Mitglieder
- Adrianne Elizabeth Lenker (Sängerin, Gitarre)
- Alexander Buckley Meek (Gitarre)
- James Krivchenia (Schlagzeug, ab 2016)

ehemalige Mitglieder:
- Jason Burger (bis 2016, Schlagzeug)
- Max Oleartchik (bis 2024, Bass)[2]

## Diskografie
Alben
- Masterpiece (2016)
- Capacity (2017)
- U.F.O.F. (2019)
- Two Hands (2019)
- Dragon New Warm Mountain I Believe in You (2022)

Lieder
- Dandelion (2016)
- Masterpiece (2016)
- Real Love (2016)
- Paul (2016)
- Mythological Beauty (2017)
- Shark Smile (2017)
- Haley (2017)
- U.F.O.F. (2019)
- Cat Tails (2019)
- Century (2019)
- Not (2019)
- Forgotten Eyes (2019)
- Love in Mine (2020)
- Vampire Empire (2023)